# AACTA alla migliore sceneggiatura originale
L'AACTA alla migliore sceneggiatura originale (AACTA Award for Best Original Screenplay) è un premio cinematografico che viene assegnato annualmente agli autori della sceneggiatura di un film di produzione australiana non basata su materiale già pubblicato in precedenza votata come migliore dall'Australian Academy of Cinema and Television Arts.
Assegnato a partire dal 1978, il premio è stato consegnato dall'Australian Film Institute fino al 2010 con il nome di AFI alla migliore sceneggiatura originale. In occasione delle edizioni del 1980-1982, 1990-1992 e 2007, il premio è stato accorpato a quello dedicato alla miglior sceneggiatura non originale e sostituito dall'AFI alla migliore sceneggiatura.

## Vincitori e candidati

### Anni 1970
- 1978
  - Anne Brooksbank, Bob Ellis e Phillip Noyce - Newsfront
  - Everett de Roche - Patrick
  - John Duigan - Mouth to Mouth
  - Tony Morphett, Petru Popescu e Peter Weir - L'ultima onda (The Last Wave)
- 1979
  - Esben Storm - In Search of Anna
  - Linda Aronson - Kostas
  - James McCausland e George Miller - Interceptor (Mad Max)
  - Albie Thoms - Palm Beach

### Anni 1980
- 1983
  - John Dingwall - Buddies
  - Paul Cox e Bob Ellis - L'uomo dei fiori (Man of Flowers)
  - David Williamson - Corri cavallo corri (Phar Lap)
  - Greg Millin - The Clinic
- 1984
  - Paul Cox e Bob Ellis - My First Wife
  - Ken Cameron - Fast Talking
  - Thomas Keneally e Sophia Turkiewicz - Silver City
  - Jan Sardi - Street Hero
- 1985
  - Glenda Hambly - Fran
  - Bill Bennett - Una strada per morire (A Street to Die)
  - Bob Ellis - Unfinished Business
  - Stephen Wallace - The Boy Who Had Everything
- 1986
  - David Parker - Malcolm
  - Robert J. Merritt - Short Changed
  - David Roach e Yahoo Serious - Einstein Junior (Young Einstein)
  - Moya Wood - The More Things Change
- 1987
  - John Duigan - The Year My Voice Broke
  - Pamela Gibbons - Belinda
  - Mac Gudgeon e Jan Sardi - Ground Zero
  - Laura Jones - High Tide
- 1989
  - Jane Campion e Gerard Lee - Sweetie
  - Gene Conkie, Evan English e John Hillcoat - Ghosts… of the Civil Dead
  - Paul Cox - Island
  - Ben Lewin e Joanna Murray-Smith - La misteriosa morte di Georgia White (Georgia)

### Anni 1990
- 1993
  - Jane Campion - Lezioni di piano (The Piano)
  - Gill Dennis, Antonio Tibaldi e John Frizzell - Il colore dei suoi occhi (On My Own)
  - Bob Ellis - The Nostradamus Kid
  - Chris Kennedy - This Won't Hurt a Bit
- 1994
  - Rolf de Heer - Bad Boy Bubby
  - Stephan Elliott - Priscilla, la regina del deserto (The Adventures of Priscilla, Queen of the Desert)
  - Kym Goldsworthy - The Roly Poly Man - Un detective... molto speciale (The Roly Poly Man)
  - P. J. Hogan - Le nozze di Muriel (Muriel's Wedding)
- 1995
  - Michael Rymer - Angel Baby
  - Gerard Lee - All Men Are Liars
  - Alan Madden - Mushrooms
  - Margot Nash - Vacant Possession
- 1996
  - Jan Sardi - Shine
  - Yael Bergman, Emma-Kate Croghan e Helen Bandis - Amore e altre catastrofi (Love and Other Catastrophes)
  - Peter Duncan - Figli della rivoluzione (Children of the Revolution)
  - Eddie L. C. Fong e Clara Law - Fu sheng
- 1997
  - Santo Cilauro, Tom Gleisner, Jane Kennedy e Rob Sitch - Casa dolce casa (The Castle)
  - Bill Bennett - Kiss or Kill
  - Chris Kennedy - Patsy Cline (Doing Time for Patsy Cline)
  - Alison Tilson - Road to Nhill
- 1998
  - Craig Monahan e Gordon Davie - The Interview
  - Deborah Cox - Dead Letter Office
  - David Parker - Amy
  - Heather Rose, Frederick Stahl e Rolf de Heer - Balla la mia canzone (Dance Me to My Song)
- 1999
  - Gregor Jordan - Two Hands
  - Christina Andreef - Soft Fruit
  - Max Dann e Andrew Knight - Siam Sunset
  - Elise McCredie - Strani attacchi di passione (Strange Fits of Passion)

### Anni 2000
- 2000
  - Stavros Kazantzidis e Allanah Zitserman - Russian Doll
  - Pip Karmel - Nei panni dell'altra (Me Myself I)
  - Mark Lamprey - My Mother Frank
  - Jonathan Teplitzky - Better Than Sex
- 2001
  - Robert Connolly - The Bank - Il nemico pubblico n° 1 (The Bank)
  - Chris Anastassiades - Yolngu Boy
  - David Caesar - Mullet
  - Anna Maria Monticelli - La spagnola
- 2002
  - Roger Monk - Walking on Water
  - Rolf de Heer - The Tracker
  - Ivan Sen - Beneath Clouds
  - John Clarke, Don Watson - The Man Who Sued God
- 2003
  - Alison Tilson - Japanese Story
  - Kathryn Millard - Travelling Light
  - Mick Molloy e Richard Molloy - Crackerjack
  - Chris Nyst - Gettin' Square
- 2004
  - Cate Shortland - Somersault
  - Khoa Do, Rodney Anderson, Joe Le e Jason McGoldrick - The Finished People
  - Jan Sardi - Corrispondenza d'amore (Love's Brother)
  - Alkinos Tsilimidos - Tom White
- 2005
  - Sarah Watt - Look Both Ways - Amori e disastri (Look Both Ways)
  - Nick Cave - La proposta (The Proposition)
  - Greg McLean - Wolf Creek
  - Jacquelin Perske - Little Fish
- 2006
  - Rolf de Heer - 10 canoe (Ten Canoes)
  - Alice Bell - Suburban Mayhem
  - Shane Jacobson e Clayton Jacobson - Kenny
  - Murali K. Thalluri - 2:37
- 2008
  - Elissa Down e Jimmy Jack - The Black Balloon
  - Joel Edgerton e Matthew Dabner - The Square
  - Dee McLachlan - The Jammed
  - Cathy Randall - Hey, Hey, It's Esther Blueburger
- 2009
  - Warwick Thornton - Samson and Delilah
  - Serhat Caradee - Cedar Boys
  - Adam Elliot - Mary and Max
  - Sarah Watt - My Year Without Sex

### Anni 2010
- 2010
  - David Michôd - Animal Kingdom
  - Jane Campion - Bright Star
  - David Roach - Le colline della morte (Beneath Hill 60)
  - Michael e Peter Spierig - Daybreakers - L'ultimo vampiro (Daybreakers)
- 2012
  - Leon Ford - Griff the Invisible
  - Sean Byrne - The Loved Ones
  - Brendan Fletcher - Mad Bastards
  - Patrick Hughes - Red Hill
- 2013
  - Kieran Darcy-Smith e Felicity Price - Wish You Were Here
  - P. J. Hogan - Mental
  - Michael Lucas - Not Suitable for Children
  - Jonathan Teplitzky - Burning Man
- 2014
  - Kim Mordaunt - The Rocket
  - Colin Cairnes e Cameron Cairnes - 100 Bloody Acres
  - Morgan O'Neill e Tim Duffy - Drift - Cavalca l'onda (Drift)
  - Ivan Sen - Mystery Road
- 2015/I
  - Jennifer Kent - Babadook (The Babadook)
  - Matthew Cormack e Sophie Hyde - 52 Tuesdays
  - Rolf de Heer e David Gulpilil - Charlie's Country
  - Andrew Anastasios e Andrew Knight - The Water Diviner
- 2015/II
  - Robert Connolly e Steve Worland - Paper Planes - Ai confini del cielo (Paper Planes)
  - Blake Ayshford - Cut Snake
  - James McFarland - Kill Me Three Times
  - George Miller, Brendan McCarthy e Nico Lathouris - Mad Max: Fury Road
- 2016
  - Andrew Knight e Robert Schenkkan - La battaglia di Hacksaw Ridge (Hacksaw Ridge)
  - Abe Forsythe - Down Under
  - Damian Hill - Pawno
  - Ivan Sen - Goldstone
- 2017
  - Andrew Knight e Osamah Sami - Il matrimonio di Ali (Ali's Wedding)
  - Priscilla Cameron - The Butterfly Tree
  - Cris Jones - The Death and Life of Otto Bloom
  - Ben Young - Hounds of Love
- 2018
  - David Tranter e Steven McGregor - Sweet Country
  - Jaime Browne - Brothers' Nest
  - Matt Nable - 1%
  - Leigh Whannell - Upgrade